# Келек, Неджла
Неджла Келек (тур. Necla Kelek, 31 декабря 1957, Стамбул) — немецкий социолог, публицист и активистка борьбы за права женщин турецкого происхождения.

## Биография
Из семьи адыгов, принадлежащих в Турции к этническому меньшинству. В 1968 вся семья переехала в Германию, Неджле было 11 лет. Она отдалилась от консервативной семьи. Готовилась стать инженером, затем изучала экономику и социологию в Гамбурге. Работала в туристическом бюро в Гамбурге и в инженерной фирме в Висбадене. Изучала процессы иммиграции и адаптации турок в Германии, формирование ими т. н. параллельного общества (нем. Parallelgesellschaft). В 2001 защитила в Грайфсвальдском университете докторскую диссертацию о процессах взросления исламских женщин, значении религиозности в семейной и общественной жизни школьниц турецкого происхождения, выпустила написанную на её основе книгу «Ислам в повседневной жизни» (2002).

## Научная и общественная деятельность
В дальнейшем эволюционировала в сторону активного антиисламизма. Утверждает несовместимость исламских и западных ценностей, что вызывает критику со стороны ряда исламских организаций. Входила в научно-консультативный совет Фонда Джордано Бруно, отстаивающего ценности терпимости и критически настроенного по отношению к радикальному исламизму. Придерживается феминистских взглядов. Печатается в широкой прессе (Die Zeit, Frankfurter Allgemeine Zeitung, Die Tageszeitung, Die Welt), остро, а порой и резко полемизирует, привлекая внимание публики. Большой резонанс вызвала её дискуссия 2006 года о проблеме насилия, репрессивного отношения к женщинам в турецких семьях и др., полемика вокруг построения мечети в Кёльне в 2007 году, выступления по поводу ритуального обрезания мальчиков в семьях, исповедующих ислам, в 2012 году и др. Оппоненты, в том числе — некоторые специалисты по социологии и демографии, изучающие миграционные процессы, упрекают Келек за ангажированность, необъективное использование социологических данных, отход от научной строгости и непредвзятости. Тем не менее, Келек по-прежнему остается в центре принципиальных, важных для Германии и Европы общественных дискуссий последнего десятилетия, её деятельность находит признание. Книги и статьи Келек переведены на многие языки, включая японский.

## Книги
- 2002: Ислам в повседневной жизни / Islam im Alltag. Islamische Religiosität und ihre Bedeutung in der Lebenswelt von Schülerinnen und Schülern türkischer Herkunft. Waxmann, Münster
- 2005: Импортированная невеста / Die fremde Braut. Ein Bericht aus dem Inneren des türkischen Lebens in Deutschland. Kiepenheuer & Witsch, Köln
- 2006: Брошенные сыновья / Die verlorenen Söhne. Plädoyer für die Befreiung des türkisch-muslimischen Mannes. Kiepenheuer & Witsch, Köln
- 2008: Горько-сладкая родина / Bittersüße Heimat. Bericht aus dem Inneren der Türkei. Kiepenheuer & Witsch, Köln
- 2010: Путешествие в рай / Himmelsreise. Mein Streit mit den Wächtern des Islam. Kiepenheuer & Witsch, Köln
- 2012: Хаос культур / Chaos der Kulturen: Die Debatte um Islam und Integration. Kiepenheuer & Witsch, Köln

## Признание
- Премия Ганса и Софи Шолль (2005)
- Международная премия Коринна[нем.] (2006)
- Звание Меркатор-профессора университета Дуйсбург-Эссен (2006)
- Премия Женщины Европы[нем.] (2008)
- Премия Хильдегарды Бингенской за публицистику (2009)
- Премия Фонда Фридриха Науманна Во имя свободы (2010)